# Cebrià Baraut i Obiols
Cebrià Baraut i Obiols (El Vilar de Cabó, Alt Urgell, 21 de maig de 1917 - Montserrat, 8 de juny de 2003) fou un historiador i monjo benedictí català.
Nascut a cal Roca del poble del Vilar de Cabó (Alt Urgell), li van posar el nom de Francesc de Sales –Cebrià és el nom que adoptà posteriorment en fer-se monjo–. Fill de Miquel i d'Alfonsina i el més petit de nou germans, d'aquests, tres eren salesians i un benedictí com ell.
Als deu anys, el 1927, ingressa a l'abadia de Montserrat llavors en ple impuls d'activitat intel·lectual sota l'abadiat de dom Antoni Maria Marcet. Allà rep una bona formació de base i d'espiritualitat mística, alhora que se sent atret per la recerca que en el camp de la història monàstica hi portava a terme dom Anselm Maria Albareda, futur prefecte de la Biblioteca Vaticana. La seva entrada al noviciat té lloc el 30 de juliol de 1933. El 1936 acaba els cursos de filosofia i, a causa de l'exili obligat per la Guerra Civil Espanyola, amplia els seus coneixements d'història eclesiàstica a Alemanya al monestir de Maria Laach i a l'arxiabadia de Beuron, on estudia teologia i fa la seva professió monàstica l'1 de gener del 1939.
El juliol del 1939 marxa a Roma, per a continuar els cursos de teologia a l'Ateneu Pontifici de Sant Anselm. L'any següent, el 1940, degut a l'extensió de la Segona Guerra Mundial, abandona aquells estudis i retorna a Montserrat. I el 10 d'agost del 1941 rep l'ordenació sacerdotal a l'abadia de Montserrat de mans del bisbe Manuel Moll i Salord, bisbe de Tortosa i administrador apostòlic de Lleida. L'any 1947, retorna a Roma, a la Pontifícia Universitat Gregoriana, en la Facultat d'Història. Allí, el 1949, obté el diploma d'arxiver i paleògraf a l'Escola de Paleografia i Diplomàtica del Vaticà, i es doctora amb una tesi dirigida pel jesuïta basc Pedro de Leturia, redactada en català (fenomen excepcional llavors), sobre Joaquim de Fiore i la reforma florense.
L'any 1950 Cebrià Baraut retorna a Montserrat, on exerceix de professor d'història eclesiàstica i de les religions, i de patrologia, primer a l'Escolania i després al clericat del monestir. També es dedica als seus treballs de recerca històrica i dirigeix la col·lecció Analecta Montserratensia. Aviat forma part del consell editor de la revista Studia Monastica, on publica treballs importants.
L'any 1974 adquireix el grau de llicenciat en filosofia i lletres per la Universitat de Barcelona. En aquesta mateixa època entra a la Societat Catalana d'Estudis Històrics de l'Institut d'Estudis Catalans i el departament d'Història Medieval de la Universitat de Barcelona el nomena col·laborador científic.
L'any 1977 es constitueix, al bisbat d'Urgell, la Societat Cultural Urgel·litana i en resulta elegit president. L'any 1978 funda la revista científica Urgellia de la qual va dirigir catorze volums.
Del 1963 i fins al 2000 resideix llargues temporades a la casa montserratina d'Andorra, des d'on es dedica intensament a l'estudi de la història d'aquest principat; el 1965 crea la col·lecció Monumenta Andorrana i el 1976 els Quaderns d'Estudis Andorrans. Com a reconeixement a aquesta tasca cultural, és guardonat amb els títols d'andorrà d'honor i de membre del Comitè andorrà de Ciències Històriques.
L'any 1991 la Fundació Jaume I li atorgà el Premi de l'actuació cívica «per la seva extensa i valuosa contribució a la recerca històrica dels Països Catalans en general i, en especial, de l'antic bisbat d'Urgell i el Principat d'Andorra».

## Obres
- Santa Maria del Miracle, monestir-santuari dependent de Montserrat (1962).
- L'edició de Les obres completes de García Jiménez de Cisneros, abat montserratí (1499-1510) que introduí la impremta en aquest monestir i que contribuí a l'expansió de la devotio moderna (1965).
- Les actes de consagracions d'esglésies del bisbat d'Urgell. (segles IX-XII) (Urgellia, vol. I, 1978 i II-1979).
- Els documents, dels segles IX i X, conservats a l'Arxiu Capitular d'Urgell. (Urgellia, vol II, 1978).
- Els documents, dels anys 981-1010, de l'Arxiu Capitular de la Seu d'Urgell. (Urgellia, vol. III, 1980).
- Els documents dels anys 1010-1035, de l'Arxiu Capitular de la Seu d'Urgell. (Urgellia, vol. IV, 1981).
- Els documents, dels anys 1036-1050, de l'Arxiu Capitular de la Seu d'Urgell. (Urgellia, vol. V, 1982).
- L'edició de l'obra de Pere Tragó: Spill manifest de totes les coses del vescomtat de Castellbò. (1982).
- Els documents, dels anys 1051-1075, de l'Arxiu Capitular de la Seu d'Urgell. (Urgellia, vol. VI, 1983).
- El monestir de Sant Andreu de Tresponts (segles IX-XIII). Revista "Studia Monastica". (1984).
- Els documents, dels anys 1076-1092, de l'Arxiu Capitular de la Seu d'Urgell i La data de l'acta de consagració de la catedral carolíngia de la Seu d'Urgell. (Urgellia, vol. VII, 1984-1985).
- Els documents, dels anys 1093-1100, de l'Arxiu Capitular de la Seu d'Urgell i El lloc de Ciutat, primitiu nucli urbà de la Seu d'Urgell, de l'època romana a la fi de l'edat mitjana. (Urgellia, vol. VIII, 1986-1987).
- Els documents, dels anys 1101-1150, de l'Arxiu Capitular de la Seu d'Urgell. (Urgellia, vol. IX, 1988-1989).
- Cartulari de la Vall d'Andorra, segles IX-XIII. (1988 i 1990).
- Els documents, dels anys 1151-1190, de l'Arxiu Capitular de la Seu d'Urgell. (Urgellia, vol. X, 1990-1991).
- Els documents, dels anys 1191-1200, de l'Arxiu Capitular de la Seu d'Urgell i L'evolució política de la senyoria d'Andorra des dels orígens fins als pariatges (segles IX-XIII). (Urgellia, vol. XI, 1992-1993).
- IX centenari de la fundació de la canònica augustiniana de Santa Maria d'Organyà (1090-1990). (1994).
- Diplomatari del monestir de Sant Sadurní de Tavèrnoles. (inclou un estudi molt afinat dels orígens d'aquest monestir) i Presència i repressió del catarisme al bisbat d'Urgell (segles XII-XIII). (Urgellia, vol. XII, 1994-1995).
- Fragment d'una versió antiga del Liber Iudiciorum visigòtic. I. Edició, contingut i datació. II. Estudi lingüístic (a càrrec de J. Moran) i Els inicis de la inquisició a Catalunya i les seves actuacions al bisbat d'Urgell (segles XIII-XIV). (Urgellia, vol. XIII, 1996-1997).
- Les esglésies romàniques de la vall de Cabó. L'Església d'Urgell, 264 (1997).
- Nostra Senyora de Meritxell, Patrona del Principat d'Andorra. (1998)
- Episcopologi de l'Església d'Urgell (amb la col·laboració de Jesús Castells, Benigne Marquès i Sala i Enric Moliné i Coll) i Diplomatari del monestir de Sant Sadurní de Tavèrnoles (segles XIV-XVI). (Urgellia, vol. XIV, 1998-2001).
- Miscel·lània a Dom Cebrià Baraut i Obiols, on a més de diversos articles dedicats a la vida i l'obra d'aquest erudit benedictí, s'hi aplega un conjunt de treballs seus relatius a la història i a la cultura d'Andorra (2001).
- Església i bisbat d'Urgell. Recull de treballs (2003), amb diversos treballs dedicats a la seva vida i a la seva obra com a homenatge pòstum.